# Baskerlandet Rundt 2024
Baskerlandet Rundt 2024 (Itzulia Basque Country) var den 63. udgave af det spanske etapeløb Baskerlandet Rundt. Cykelløbets seks etaper havde en samlet distance på 832,1 km, og blev kørt fra 1. april med start i Irun til 6. april 2024 hvor der var mål i Eibar. Løbet var 15. arrangement på UCI World Tour 2024.
Den samlede vinder af løbet blev spanske Juan Ayuso fra UAE Team Emirates.

## Etaperne
| Etape    | Dato    | Start – Mål                         | type              | Afstand (km) | Elevation (m) | Etapevinder      | Førende rytter    |
| -------- | ------- | ----------------------------------- | ----------------- | ------------ | ------------- | ---------------- | ----------------- |
| 1. etape | 1. apr. | Irun – Irun                         | enkeltstart       | 10           | 179 m         | Primož Roglič    | Primož Roglič     |
| 2. etape | 2. apr. | Irun – Cambo-les-Bains              | kuperet etape     | 160          | 2.312 m       | Paul Lapeira     | Primož Roglič     |
| 3. etape | 3. apr. | Espelette – Altsasu                 | middel bjergetape | 190,9        | 3.057 m       | Quinten Hermans  | Primož Roglič     |
| 4. etape | 4. apr. | Etxarri Aranatz – Legutio           | middel bjergetape | 157,5        | 2.146 m       | Louis Meintjes   | Mattias Skjelmose |
| 5. etape | 5. apr. | Vitoria-Gasteiz – Amorebieta-Etxano | middel bjergetape | 175,9        | 2.214 m       | Romain Grégoire  | Mattias Skjelmose |
| 6. etape | 6. apr. | Eibar – Eibar                       | bjergetape        | 137,8        | 3.472 m       | Carlos Rodríguez | Juan Ayuso        |

### 1. etape
| Irun - Irun | enkeltstart | (10 km) |

| \| Etaperesultat \| Etaperesultat \| Etaperesultat \| Etaperesultat \| Etaperesultat \| \| Rytter \| Rytter \| Hold \| Tid \| \| \| ------------- \| --------------------- \| -------------------------- \| ------------- \| ------------- \| \| 1. \| Primož Roglič \| Bora-Hansgrohe \| 12' 34" \| \| \| 2. \| Jay Vine \| UAE Team Emirates \| + 7" \| \| \| 3. \| Mattias Skjelmose \| Lidl-Trek \| + 10" \| \| \| 4. \| Remco Evenepoel \| Soudal Quick-Step \| + 11" \| \| \| 5. \| Jonas Vingegaard \| Team Visma \\| Lease a Bike \| + 15" \| \| \| 6. \| Kévin Vauquelin \| Arkéa-B&B Hotels \| + 16" \| \| \| 7. \| Juan Ayuso \| UAE Team Emirates \| + 16" \| \| \| 8. \| Maximilian Schachmann \| Bora-Hansgrohe \| + 16" \| \| \| 9. \| Ethan Hayter \| Ineos Grenadiers \| + 19" \| \| \| 10. \| Jon Izagirre \| Cofidis \| + 21" \| \| |                       |                            |         |
| |                       |                            |         |
| Kilde: ProCyclingStats |                       |                            |         |
| Etaperesultat |                       |                            |         |
| Rytter | Rytter                | Hold                       | Tid     |
| 1. | Primož Roglič         | Bora-Hansgrohe             | 12' 34" |
| 2. | Jay Vine              | UAE Team Emirates          | + 7"    |
| 3. | Mattias Skjelmose     | Lidl-Trek                  | + 10"   |
| 4. | Remco Evenepoel       | Soudal Quick-Step          | + 11"   |
| 5. | Jonas Vingegaard      | Team Visma \| Lease a Bike | + 15"   |
| 6. | Kévin Vauquelin       | Arkéa-B&B Hotels           | + 16"   |
| 7. | Juan Ayuso            | UAE Team Emirates          | + 16"   |
| 8. | Maximilian Schachmann | Bora-Hansgrohe             | + 16"   |
| 9. | Ethan Hayter          | Ineos Grenadiers           | + 19"   |
| 10. | Jon Izagirre          | Cofidis                    | + 21"   |

| \| Samlede stilling \| Samlede stilling \| Samlede stilling \| Samlede stilling \| Samlede stilling \| \| Rytter \| Rytter \| Hold \| Tid \| \| \| ---------------- \| --------------------- \| -------------------------- \| ---------------- \| ---------------- \| \| 1. \| Primož Roglič \| Bora-Hansgrohe \| 12' 34" \| \| \| 2. \| Jay Vine \| UAE Team Emirates \| + 7" \| \| \| 3. \| Mattias Skjelmose \| Lidl-Trek \| + 10" \| \| \| 4. \| Remco Evenepoel \| Soudal Quick-Step \| + 11" \| \| \| 5. \| Jonas Vingegaard \| Team Visma \\| Lease a Bike \| + 15" \| \| \| 6. \| Kévin Vauquelin \| Arkéa-B&B Hotels \| + 16" \| \| \| 7. \| Juan Ayuso \| UAE Team Emirates \| + 16" \| \| \| 8. \| Maximilian Schachmann \| Bora-Hansgrohe \| + 16" \| \| \| 9. \| Ethan Hayter \| Ineos Grenadiers \| + 19" \| \| \| 10. \| Jon Izagirre \| Cofidis \| + 21" \| \| |                       |                            |         |
| |                       |                            |         |
| Kilde: ProCyclingStats |                       |                            |         |
| Samlede stilling |                       |                            |         |
| Rytter | Rytter                | Hold                       | Tid     |
| 1. | Primož Roglič         | Bora-Hansgrohe             | 12' 34" |
| 2. | Jay Vine              | UAE Team Emirates          | + 7"    |
| 3. | Mattias Skjelmose     | Lidl-Trek                  | + 10"   |
| 4. | Remco Evenepoel       | Soudal Quick-Step          | + 11"   |
| 5. | Jonas Vingegaard      | Team Visma \| Lease a Bike | + 15"   |
| 6. | Kévin Vauquelin       | Arkéa-B&B Hotels           | + 16"   |
| 7. | Juan Ayuso            | UAE Team Emirates          | + 16"   |
| 8. | Maximilian Schachmann | Bora-Hansgrohe             | + 16"   |
| 9. | Ethan Hayter          | Ineos Grenadiers           | + 19"   |
| 10. | Jon Izagirre          | Cofidis                    | + 21"   |

- Primož Roglič
- Jay Vine
- Mattias Skjelmose
- Jonas Vingegaard

### 2. etape
| Irun - Cambo-les-Bains | kuperet etape | (160 km) |

| \| Etaperesultat \| Etaperesultat \| Etaperesultat \| Etaperesultat \| Etaperesultat \| \| Rytter \| Rytter \| Hold \| Tid \| \| \| ------------- \| ------------------- \| -------------------------- \| ------------- \| ------------- \| \| 1. \| Paul Lapeira \| Decathlon-AG2R La Mondiale \| 3t 42' 28" \| \| \| 2. \| Samuele Battistella \| Astana Qazaqstan Team \| + 0" \| \| \| 3. \| Louis Vervaeke \| Soudal Quick-Step \| + 0" \| \| \| 4. \| Pau Miquel \| Equipo Kern Pharma \| + 0" \| \| \| 5. \| Alex Aranburu \| Movistar Team \| + 0" \| \| \| 6. \| Thomas Silva \| Caja Rural-Seguros RGA \| + 0" \| \| \| 7. \| Valentin Retailleau \| Decathlon-AG2R La Mondiale \| + 0" \| \| \| 8. \| Gonzalo Serrano \| Movistar Team \| + 0" \| \| \| 9. \| Brandon McNulty \| UAE Team Emirates \| + 0" \| \| \| 10. \| Quinten Hermans \| Alpecin-Deceuninck \| + 0" \| \| |                     |                            |            |
| |                     |                            |            |
| Kilde: ProCyclingStats |                     |                            |            |
| Etaperesultat |                     |                            |            |
| Rytter | Rytter              | Hold                       | Tid        |
| 1. | Paul Lapeira        | Decathlon-AG2R La Mondiale | 3t 42' 28" |
| 2. | Samuele Battistella | Astana Qazaqstan Team      | + 0"       |
| 3. | Louis Vervaeke      | Soudal Quick-Step          | + 0"       |
| 4. | Pau Miquel          | Equipo Kern Pharma         | + 0"       |
| 5. | Alex Aranburu       | Movistar Team              | + 0"       |
| 6. | Thomas Silva        | Caja Rural-Seguros RGA     | + 0"       |
| 7. | Valentin Retailleau | Decathlon-AG2R La Mondiale | + 0"       |
| 8. | Gonzalo Serrano     | Movistar Team              | + 0"       |
| 9. | Brandon McNulty     | UAE Team Emirates          | + 0"       |
| 10. | Quinten Hermans     | Alpecin-Deceuninck         | + 0"       |

| \| Samlede stilling \| Samlede stilling \| Samlede stilling \| Samlede stilling \| Samlede stilling \| \| Rytter \| Rytter \| Hold \| Tid \| \| \| ---------------- \| --------------------- \| -------------------------- \| ---------------- \| ---------------- \| \| 1. \| Primož Roglič \| Bora-Hansgrohe \| 3t 55' 02" \| \| \| 2. \| Mattias Skjelmose \| Lidl-Trek \| + 10" \| \| \| 3. \| Remco Evenepoel \| Soudal Quick-Step \| + 10" \| \| \| 4. \| Juan Ayuso \| UAE Team Emirates \| + 14" \| \| \| 5. \| Jonas Vingegaard \| Team Visma \\| Lease a Bike \| + 15" \| \| \| 6. \| Kévin Vauquelin \| Arkéa-B&B Hotels \| + 16" \| \| \| 7. \| Maximilian Schachmann \| Bora-Hansgrohe \| + 16" \| \| \| 8. \| Brandon McNulty \| UAE Team Emirates \| + 23" \| \| \| 9. \| Bruno Armirail \| Decathlon-AG2R La Mondiale \| + 24" \| \| \| 10. \| Pello Bilbao \| Bahrain Victorious \| + 25" \| \| |                       |                            |            |
| |                       |                            |            |
| Kilde: ProCyclingStats |                       |                            |            |
| Samlede stilling |                       |                            |            |
| Rytter | Rytter                | Hold                       | Tid        |
| 1. | Primož Roglič         | Bora-Hansgrohe             | 3t 55' 02" |
| 2. | Mattias Skjelmose     | Lidl-Trek                  | + 10"      |
| 3. | Remco Evenepoel       | Soudal Quick-Step          | + 10"      |
| 4. | Juan Ayuso            | UAE Team Emirates          | + 14"      |
| 5. | Jonas Vingegaard      | Team Visma \| Lease a Bike | + 15"      |
| 6. | Kévin Vauquelin       | Arkéa-B&B Hotels           | + 16"      |
| 7. | Maximilian Schachmann | Bora-Hansgrohe             | + 16"      |
| 8. | Brandon McNulty       | UAE Team Emirates          | + 23"      |
| 9. | Bruno Armirail        | Decathlon-AG2R La Mondiale | + 24"      |
| 10. | Pello Bilbao          | Bahrain Victorious         | + 25"      |

- Udbruddet før Cambo-les-Bains.
- Udbruddet efter Ustaritz.
- Feltet.

### 3. etape
| Espelette - Altsasu | middel bjergetape | (190,9 km) |

| \| Etaperesultat \| Etaperesultat \| Etaperesultat \| Etaperesultat \| Etaperesultat \| \| Rytter \| Rytter \| Hold \| Tid \| \| \| ------------- \| ------------------- \| -------------------------- \| ------------- \| ------------- \| \| 1. \| Quinten Hermans \| Alpecin-Deceuninck \| 4t 40' 59" \| \| \| 2. \| Edoardo Zambanini \| Bahrain Victorious \| + 0" \| \| \| 3. \| Alex Aranburu \| Movistar Team \| + 0" \| \| \| 4. \| Davide De Pretto \| Team Jayco AlUla \| + 0" \| \| \| 5. \| Nikias Arndt \| Bahrain Victorious \| + 0" \| \| \| 6. \| Ethan Hayter \| Ineos Grenadiers \| + 0" \| \| \| 7. \| Romain Grégoire \| Groupama-FDJ \| + 0" \| \| \| 8. \| Kévin Vauquelin \| Arkéa-B&B Hotels \| + 0" \| \| \| 9. \| Vito Braet \| Intermarché-Wanty \| + 0" \| \| \| 10. \| Valentin Retailleau \| Decathlon-AG2R La Mondiale \| + 0" \| \| |                     |                            |            |
| |                     |                            |            |
| Kilde: ProCyclingStats |                     |                            |            |
| Etaperesultat |                     |                            |            |
| Rytter | Rytter              | Hold                       | Tid        |
| 1. | Quinten Hermans     | Alpecin-Deceuninck         | 4t 40' 59" |
| 2. | Edoardo Zambanini   | Bahrain Victorious         | + 0"       |
| 3. | Alex Aranburu       | Movistar Team              | + 0"       |
| 4. | Davide De Pretto    | Team Jayco AlUla           | + 0"       |
| 5. | Nikias Arndt        | Bahrain Victorious         | + 0"       |
| 6. | Ethan Hayter        | Ineos Grenadiers           | + 0"       |
| 7. | Romain Grégoire     | Groupama-FDJ               | + 0"       |
| 8. | Kévin Vauquelin     | Arkéa-B&B Hotels           | + 0"       |
| 9. | Vito Braet          | Intermarché-Wanty          | + 0"       |
| 10. | Valentin Retailleau | Decathlon-AG2R La Mondiale | + 0"       |

| \| Samlede stilling \| Samlede stilling \| Samlede stilling \| Samlede stilling \| Samlede stilling \| \| Rytter \| Rytter \| Hold \| Tid \| \| \| ---------------- \| --------------------- \| -------------------------- \| ---------------- \| ---------------- \| \| 1. \| Primož Roglič \| Bora-Hansgrohe \| 8t 36' 01" \| \| \| 2. \| Remco Evenepoel \| Soudal Quick-Step \| + 7" \| \| \| 3. \| Mattias Skjelmose \| Lidl-Trek \| + 10" \| \| \| 4. \| Juan Ayuso \| UAE Team Emirates \| + 14" \| \| \| 5. \| Jonas Vingegaard \| Team Visma \\| Lease a Bike \| + 14" \| \| \| 6. \| Kévin Vauquelin \| Arkéa-B&B Hotels \| + 16" \| \| \| 7. \| Maximilian Schachmann \| Bora-Hansgrohe \| + 16" \| \| \| 8. \| Brandon McNulty \| UAE Team Emirates \| + 23" \| \| \| 9. \| Bruno Armirail \| Decathlon-AG2R La Mondiale \| + 24" \| \| \| 10. \| Pello Bilbao \| Bahrain Victorious \| + 25" \| \| |                       |                            |            |
| |                       |                            |            |
| Kilde: ProCyclingStats |                       |                            |            |
| Samlede stilling |                       |                            |            |
| Rytter | Rytter                | Hold                       | Tid        |
| 1. | Primož Roglič         | Bora-Hansgrohe             | 8t 36' 01" |
| 2. | Remco Evenepoel       | Soudal Quick-Step          | + 7"       |
| 3. | Mattias Skjelmose     | Lidl-Trek                  | + 10"      |
| 4. | Juan Ayuso            | UAE Team Emirates          | + 14"      |
| 5. | Jonas Vingegaard      | Team Visma \| Lease a Bike | + 14"      |
| 6. | Kévin Vauquelin       | Arkéa-B&B Hotels           | + 16"      |
| 7. | Maximilian Schachmann | Bora-Hansgrohe             | + 16"      |
| 8. | Brandon McNulty       | UAE Team Emirates          | + 23"      |
| 9. | Bruno Armirail        | Decathlon-AG2R La Mondiale | + 24"      |
| 10. | Pello Bilbao          | Bahrain Victorious         | + 25"      |

### 4. etape
| Etxarri Aranatz - Legutio | middel bjergetape | (157,5 km) |

Et udbrud på seks ryttere er kørt fra feltet og har et forspring på op til seks minutter. 35 kilometer fra målstregen, på den hurtige nedkørsel fra Olaeta-passet, fører et stort styrt til, at de første ryttere i feltet ryger ned, herunder forhåndsfavoritter som den førende rytter Primož Roglič, der allerede var styrtet dagen før, Jonas Vingegaard, Remco Evenepoel og Jay Vine, som alle bliver kørt på hospitalet. Løbet stopper for feltet. De seks udbrydere fortsætter løbet for etapesejren, men tiderne er neutraliserede. Sydafrikaneren Louis Meintjes fra Intermarché-Wanty kører alene i mål. Mattias Skjelmose der lå på løbets tredjeplads, blev den nye indehaver af førertrøjen.
| \| Etaperesultat \| Etaperesultat \| Etaperesultat \| Etaperesultat \| Etaperesultat \| \| Rytter \| Rytter \| Hold \| Tid \| \| \| ------------- \| ------------------ \| ---------------------- \| ------------- \| ------------- \| \| 1. \| Louis Meintjes \| Intermarché-Wanty \| 4t 21' 15" \| \| \| 2. \| Reuben Thompson \| Groupama-FDJ \| + 0" \| \| \| 3. \| Karel Vacek \| Burgos-BH \| + 0" \| \| \| 4. \| Mikel Retegi \| Equipo Kern Pharma \| + 0" \| \| \| 5. \| Mathieu Burgaudeau \| TotalEnergies \| + 0" \| \| \| 6. \| Joseba López \| Caja Rural-Seguros RGA \| + 0" \| \| \| 7. \| Lorenzo Rota \| Intermarché-Wanty \| + 0" \| \| \| 8. \| Kevin Colleoni \| Intermarché-Wanty \| + 0" \| \| \| 9. \| Iván Cobo \| Equipo Kern Pharma \| + 0" \| \| \| 10. \| José Manuel Díaz \| Burgos-BH \| + 0" \| \| |                    |                        |            |
| |                    |                        |            |
| Kilde: ProCyclingStats |                    |                        |            |
| Etaperesultat |                    |                        |            |
| Rytter | Rytter             | Hold                   | Tid        |
| 1. | Louis Meintjes     | Intermarché-Wanty      | 4t 21' 15" |
| 2. | Reuben Thompson    | Groupama-FDJ           | + 0"       |
| 3. | Karel Vacek        | Burgos-BH              | + 0"       |
| 4. | Mikel Retegi       | Equipo Kern Pharma     | + 0"       |
| 5. | Mathieu Burgaudeau | TotalEnergies          | + 0"       |
| 6. | Joseba López       | Caja Rural-Seguros RGA | + 0"       |
| 7. | Lorenzo Rota       | Intermarché-Wanty      | + 0"       |
| 8. | Kevin Colleoni     | Intermarché-Wanty      | + 0"       |
| 9. | Iván Cobo          | Equipo Kern Pharma     | + 0"       |
| 10. | José Manuel Díaz   | Burgos-BH              | + 0"       |

| \| Samlede stilling \| Samlede stilling \| Samlede stilling \| Samlede stilling \| Samlede stilling \| \| Rytter \| Rytter \| Hold \| Tid \| \| \| ---------------- \| --------------------- \| -------------------------- \| ---------------- \| ---------------- \| \| 1. \| Mattias Skjelmose \| Lidl-Trek \| 8t 36' 11" \| \| \| 2. \| Juan Ayuso \| UAE Team Emirates \| + 4" \| \| \| 3. \| Kévin Vauquelin \| Arkéa-B&B Hotels \| + 6" \| \| \| 4. \| Maximilian Schachmann \| Bora-Hansgrohe \| + 6" \| \| \| 5. \| Brandon McNulty \| UAE Team Emirates \| + 13" \| \| \| 6. \| Bruno Armirail \| Decathlon-AG2R La Mondiale \| + 14" \| \| \| 7. \| Pello Bilbao \| Bahrain Victorious \| + 15" \| \| \| 8. \| Paul Lapeira \| Decathlon-AG2R La Mondiale \| + 16" \| \| \| 9. \| Nelson Oliveira \| Movistar Team \| + 18" \| \| \| 10. \| Romain Grégoire \| Groupama-FDJ \| + 18" \| \| |                       |                            |            |
| |                       |                            |            |
| Kilde: ProCyclingStats |                       |                            |            |
| Samlede stilling |                       |                            |            |
| Rytter | Rytter                | Hold                       | Tid        |
| 1. | Mattias Skjelmose     | Lidl-Trek                  | 8t 36' 11" |
| 2. | Juan Ayuso            | UAE Team Emirates          | + 4"       |
| 3. | Kévin Vauquelin       | Arkéa-B&B Hotels           | + 6"       |
| 4. | Maximilian Schachmann | Bora-Hansgrohe             | + 6"       |
| 5. | Brandon McNulty       | UAE Team Emirates          | + 13"      |
| 6. | Bruno Armirail        | Decathlon-AG2R La Mondiale | + 14"      |
| 7. | Pello Bilbao          | Bahrain Victorious         | + 15"      |
| 8. | Paul Lapeira          | Decathlon-AG2R La Mondiale | + 16"      |
| 9. | Nelson Oliveira       | Movistar Team              | + 18"      |
| 10. | Romain Grégoire       | Groupama-FDJ               | + 18"      |

### 5. etape
| Vitoria-Gasteiz - Amorebieta-Etxano | middel bjergetape | (175,9 km) |

| \| Etaperesultat \| Etaperesultat \| Etaperesultat \| Etaperesultat \| Etaperesultat \| \| Rytter \| Rytter \| Hold \| Tid \| \| \| ------------- \| --------------------- \| ---------------------- \| ------------- \| ------------- \| \| 1. \| Romain Grégoire \| Groupama-FDJ \| 3t 43' 28" \| \| \| 2. \| Orluis Aular \| Caja Rural-Seguros RGA \| + 0" \| \| \| 3. \| Maximilian Schachmann \| Bora-Hansgrohe \| + 0" \| \| \| 4. \| Quentin Pacher \| Groupama-FDJ \| + 0" \| \| \| 5. \| Alex Aranburu \| Movistar Team \| + 0" \| \| \| 6. \| Santiago Buitrago \| Bahrain Victorious \| + 0" \| \| \| 7. \| Pello Bilbao \| Bahrain Victorious \| + 0" \| \| \| 8. \| Damien Howson \| Q36.5 Pro Cycling Team \| + 0" \| \| \| 9. \| Samuele Battistella \| Astana Qazaqstan Team \| + 0" \| \| \| 10. \| Carlos Rodríguez \| Ineos Grenadiers \| + 0" \| \| |                       |                        |            |
| |                       |                        |            |
| Kilde: ProCyclingStats |                       |                        |            |
| Etaperesultat |                       |                        |            |
| Rytter | Rytter                | Hold                   | Tid        |
| 1. | Romain Grégoire       | Groupama-FDJ           | 3t 43' 28" |
| 2. | Orluis Aular          | Caja Rural-Seguros RGA | + 0"       |
| 3. | Maximilian Schachmann | Bora-Hansgrohe         | + 0"       |
| 4. | Quentin Pacher        | Groupama-FDJ           | + 0"       |
| 5. | Alex Aranburu         | Movistar Team          | + 0"       |
| 6. | Santiago Buitrago     | Bahrain Victorious     | + 0"       |
| 7. | Pello Bilbao          | Bahrain Victorious     | + 0"       |
| 8. | Damien Howson         | Q36.5 Pro Cycling Team | + 0"       |
| 9. | Samuele Battistella   | Astana Qazaqstan Team  | + 0"       |
| 10. | Carlos Rodríguez      | Ineos Grenadiers       | + 0"       |

| \| Samlede stilling \| Samlede stilling \| Samlede stilling \| Samlede stilling \| Samlede stilling \| \| Rytter \| Rytter \| Hold \| Tid \| \| \| ---------------- \| --------------------- \| -------------------------- \| ---------------- \| ---------------- \| \| 1. \| Mattias Skjelmose \| Lidl-Trek \| 12t 19' 39" \| \| \| 2. \| Maximilian Schachmann \| Bora-Hansgrohe \| + 2" \| \| \| 3. \| Juan Ayuso \| UAE Team Emirates \| + 4" \| \| \| 4. \| Kévin Vauquelin \| Arkéa-B&B Hotels \| + 6" \| \| \| 5. \| Romain Grégoire \| Groupama-FDJ \| + 8" \| \| \| 6. \| Brandon McNulty \| UAE Team Emirates \| + 13" \| \| \| 7. \| Bruno Armirail \| Decathlon-AG2R La Mondiale \| + 14" \| \| \| 8. \| Pello Bilbao \| Bahrain Victorious \| + 15" \| \| \| 9. \| Alex Aranburu \| Movistar Team \| + 23" \| \| \| 10. \| Jordan Jegat \| TotalEnergies \| + 30" \| \| |                       |                            |             |
| |                       |                            |             |
| Kilde: ProCyclingStats |                       |                            |             |
| Samlede stilling |                       |                            |             |
| Rytter | Rytter                | Hold                       | Tid         |
| 1. | Mattias Skjelmose     | Lidl-Trek                  | 12t 19' 39" |
| 2. | Maximilian Schachmann | Bora-Hansgrohe             | + 2"        |
| 3. | Juan Ayuso            | UAE Team Emirates          | + 4"        |
| 4. | Kévin Vauquelin       | Arkéa-B&B Hotels           | + 6"        |
| 5. | Romain Grégoire       | Groupama-FDJ               | + 8"        |
| 6. | Brandon McNulty       | UAE Team Emirates          | + 13"       |
| 7. | Bruno Armirail        | Decathlon-AG2R La Mondiale | + 14"       |
| 8. | Pello Bilbao          | Bahrain Victorious         | + 15"       |
| 9. | Alex Aranburu         | Movistar Team              | + 23"       |
| 10. | Jordan Jegat          | TotalEnergies              | + 30"       |

### 6. etape
| Eibar - Eibar | bjergetape | (137,8 km) |

| \| Etaperesultat \| Etaperesultat \| Etaperesultat \| Etaperesultat \| Etaperesultat \| \| Rytter \| Rytter \| Hold \| Tid \| \| \| ------------- \| ----------------- \| ------------------------- \| ------------- \| ------------- \| \| 1. \| Carlos Rodríguez \| Ineos Grenadiers \| 3t 37' 13" \| \| \| 2. \| Juan Ayuso \| UAE Team Emirates \| + 0" \| \| \| 3. \| Marc Soler \| UAE Team Emirates \| + 41" \| \| \| 4. \| Mattias Skjelmose \| Lidl-Trek \| + 41" \| \| \| 5. \| Oscar Onley \| Team dsm-firmenich PostNL \| + 41" \| \| \| 6. \| Bauke Mollema \| Lidl-Trek \| + 1' 31" \| \| \| 7. \| Brandon McNulty \| UAE Team Emirates \| + 1' 31" \| \| \| 8. \| Pello Bilbao \| Bahrain Victorious \| + 1' 31" \| \| \| 9. \| Esteban Chaves \| EF Education-EasyPost \| + 1' 33" \| \| \| 10. \| Isaac Del Toro \| UAE Team Emirates \| + 1' 41" \| \| |                   |                           |            |
| |                   |                           |            |
| Kilde: ProCyclingStats |                   |                           |            |
| Etaperesultat |                   |                           |            |
| Rytter | Rytter            | Hold                      | Tid        |
| 1. | Carlos Rodríguez  | Ineos Grenadiers          | 3t 37' 13" |
| 2. | Juan Ayuso        | UAE Team Emirates         | + 0"       |
| 3. | Marc Soler        | UAE Team Emirates         | + 41"      |
| 4. | Mattias Skjelmose | Lidl-Trek                 | + 41"      |
| 5. | Oscar Onley       | Team dsm-firmenich PostNL | + 41"      |
| 6. | Bauke Mollema     | Lidl-Trek                 | + 1' 31"   |
| 7. | Brandon McNulty   | UAE Team Emirates         | + 1' 31"   |
| 8. | Pello Bilbao      | Bahrain Victorious        | + 1' 31"   |
| 9. | Esteban Chaves    | EF Education-EasyPost     | + 1' 33"   |
| 10. | Isaac Del Toro    | UAE Team Emirates         | + 1' 41"   |

## Trøjernes fordeling gennem løbet
| Etape    |                   | Vinder _         | Samlede stilling  | Pointtrøje      | Bjergtrøje     | Ungdomstrøje | Mest angrebsivrige | Holdkonkurrence   | Nationalitet |
| -------- | ----------------- | ---------------- | ----------------- | --------------- | -------------- | ------------ | ------------------ | ----------------- | ------------ |
| 1. etape | enkeltstart       | Primož Roglič    | Primož Roglič     | Primož Roglič   | Primož Roglič  | Juan Ayuso   | Primož Roglič      | UAE Team Emirates | Jon Izagirre |
| 2. etape | kuperet etape     | Paul Lapeira     | Primož Roglič     | Primož Roglič   | Primož Roglič  | Juan Ayuso   | Alexis Vuillermoz  | UAE Team Emirates | Pello Bilbao |
| 3. etape | middel bjergetape | Quinten Hermans  | Primož Roglič     | Quinten Hermans | Louis Meintjes | Juan Ayuso   | Primož Roglič      | Bora-Hansgrohe    | Pello Bilbao |
| 4. etape | middel bjergetape | Louis Meintjes   | Mattias Skjelmose | Quinten Hermans | Louis Meintjes | Juan Ayuso   | Louis Meintjes     | Bora-Hansgrohe    | Pello Bilbao |
| 5. etape | middel bjergetape | Romain Grégoire  | Mattias Skjelmose | Alex Aranburu   | Louis Meintjes | Juan Ayuso   | Isaac Del Toro     | UAE Team Emirates | Pello Bilbao |
| 6. etape | bjergetape        | Carlos Rodríguez | Juan Ayuso        | Alex Aranburu   | Sepp Kuss      | Juan Ayuso   | Marc Soler         | UAE Team Emirates | Pello Bilbao |
| Samlet   | Samlet            |                  | Juan Ayuso        | Alex Aranburu   | Sepp Kuss      | Juan Ayuso   | ikke uddelt        | UAE Team Emirates | ikke uddelt  |

## Resultater

### Samlede stilling
| \| Samlede stilling \| Samlede stilling \| Samlede stilling \| Samlede stilling \| Samlede stilling \| \| Rytter \| Rytter \| Hold \| Tid \| \| \| ---------------- \| --------------------- \| -------------------------- \| ---------------- \| ---------------- \| \| 1. \| Juan Ayuso \| UAE Team Emirates \| 15t 56' 50" \| \| \| 2. \| Carlos Rodríguez \| Ineos Grenadiers \| + 42" \| \| \| 3. \| Mattias Skjelmose \| Lidl-Trek \| + 43" \| \| \| 4. \| Marc Soler \| UAE Team Emirates \| + 1' 23" \| \| \| 5. \| Brandon McNulty \| UAE Team Emirates \| + 1' 46" \| \| \| 6. \| Pello Bilbao \| Bahrain Victorious \| + 1' 48" \| \| \| 7. \| Isaac Del Toro \| UAE Team Emirates \| + 2' 15" \| \| \| 8. \| Kévin Vauquelin \| Arkéa-B&B Hotels \| + 2' 38" \| \| \| 9. \| Jon Izagirre \| Cofidis \| + 3' 06" \| \| \| 10. \| Alex Baudin \| Decathlon-AG2R La Mondiale \| + 3' 07" \| \| \| 11. \| Santiago Buitrago \| Bahrain Victorious \| + 3' 09" \| \| \| 12. \| Jai Hindley \| Bora-Hansgrohe \| + 3' 19" \| \| \| 13. \| Maximilian Schachmann \| Bora-Hansgrohe \| + 3' 40" \| \| \| 14. \| Victor Langellotti \| Burgos-BH \| + 3' 59" \| \| \| 15. \| Alex Aranburu \| Movistar Team \| + 4' 01" \| \| \| 16. \| Esteban Chaves \| EF Education-EasyPost \| + 4' 01" \| \| \| 17. \| Jordan Jegat \| TotalEnergies \| + 4' 08" \| \| \| 18. \| Ethan Hayter \| Ineos Grenadiers \| + 4' 10" \| \| \| 19. \| Oscar Onley \| Team dsm-firmenich PostNL \| + 4' 48" \| \| \| 20. \| Bruno Armirail \| Decathlon-AG2R La Mondiale \| + 5' 32" \| \| \| 21. \| Rigoberto Urán \| EF Education-EasyPost \| + 5' 57" \| \| \| 22. \| Simon Geschke \| Cofidis \| + 6' 14" \| \| \| 23. \| Quentin Pacher \| Groupama-FDJ \| + 6' 17" \| \| \| 24. \| Víctor de la Parte \| Euskaltel-Euskadi \| + 6' 18" \| \| \| 25. \| William Junior Lecerf \| Soudal Quick-Step \| + 6' 31" \| \| |                       |                            |             |
| |                       |                            |             |
| Kilde: ProCyclingStats |                       |                            |             |
| Samlede stilling |                       |                            |             |
| Rytter | Rytter                | Hold                       | Tid         |
| 1. | Juan Ayuso            | UAE Team Emirates          | 15t 56' 50" |
| 2. | Carlos Rodríguez      | Ineos Grenadiers           | + 42"       |
| 3. | Mattias Skjelmose     | Lidl-Trek                  | + 43"       |
| 4. | Marc Soler            | UAE Team Emirates          | + 1' 23"    |
| 5. | Brandon McNulty       | UAE Team Emirates          | + 1' 46"    |
| 6. | Pello Bilbao          | Bahrain Victorious         | + 1' 48"    |
| 7. | Isaac Del Toro        | UAE Team Emirates          | + 2' 15"    |
| 8. | Kévin Vauquelin       | Arkéa-B&B Hotels           | + 2' 38"    |
| 9. | Jon Izagirre          | Cofidis                    | + 3' 06"    |
| 10. | Alex Baudin           | Decathlon-AG2R La Mondiale | + 3' 07"    |
| 11. | Santiago Buitrago     | Bahrain Victorious         | + 3' 09"    |
| 12. | Jai Hindley           | Bora-Hansgrohe             | + 3' 19"    |
| 13. | Maximilian Schachmann | Bora-Hansgrohe             | + 3' 40"    |
| 14. | Victor Langellotti    | Burgos-BH                  | + 3' 59"    |
| 15. | Alex Aranburu         | Movistar Team              | + 4' 01"    |
| 16. | Esteban Chaves        | EF Education-EasyPost      | + 4' 01"    |
| 17. | Jordan Jegat          | TotalEnergies              | + 4' 08"    |
| 18. | Ethan Hayter          | Ineos Grenadiers           | + 4' 10"    |
| 19. | Oscar Onley           | Team dsm-firmenich PostNL  | + 4' 48"    |
| 20. | Bruno Armirail        | Decathlon-AG2R La Mondiale | + 5' 32"    |
| 21. | Rigoberto Urán        | EF Education-EasyPost      | + 5' 57"    |
| 22. | Simon Geschke         | Cofidis                    | + 6' 14"    |
| 23. | Quentin Pacher        | Groupama-FDJ               | + 6' 17"    |
| 24. | Víctor de la Parte    | Euskaltel-Euskadi          | + 6' 18"    |
| 25. | William Junior Lecerf | Soudal Quick-Step          | + 6' 31"    |

### Pointkonkurrencen
| Pointkonkurrence | Pointkonkurrence      | Pointkonkurrence  | Pointkonkurrence | Pointkonkurrence |
| Rytter           | Rytter                | Hold              | Point            |                  |
| ---------------- | --------------------- | ----------------- | ---------------- | ---------------- |
| 1.               | Alex Aranburu         | Movistar Team     | 40 point         |                  |
| 2.               | Juan Ayuso            | UAE Team Emirates | 35 point         |                  |
| 3.               | Romain Grégoire       | Groupama-FDJ      | 34 point         |                  |
| 4.               | Carlos Rodríguez      | Ineos Grenadiers  | 31 point         |                  |
| 5.               | Mattias Skjelmose     | Lidl-Trek         | 30 point         |                  |
| 6.               | Isaac Del Toro        | UAE Team Emirates | 28 point         |                  |
| 7.               | Marc Soler            | UAE Team Emirates | 26 point         |                  |
| 8.               | Maximilian Schachmann | Bora-Hansgrohe    | 24 point         |                  |
| 9.               | Kévin Vauquelin       | Arkéa-B&B Hotels  | 23 point         |                  |
| 10.              | Brandon McNulty       | UAE Team Emirates | 21 point         |                  |

### Bjergkonkurrencen
| Bjergkonkurrence | Bjergkonkurrence | Bjergkonkurrence           | Bjergkonkurrence | Bjergkonkurrence |
| Rytter           | Rytter           | Hold                       | Point            |                  |
| ---------------- | ---------------- | -------------------------- | ---------------- | ---------------- |
| 1.               | Sepp Kuss        | Team Visma \| Lease a Bike | 35 point         |                  |
| 2.               | Louis Meintjes   | Intermarché-Wanty          | 20 point         |                  |
| 3.               | Isaac Del Toro   | UAE Team Emirates          | 15 point         |                  |
| 4.               | Rein Taaramäe    | Intermarché-Wanty          | 15 point         |                  |
| 5.               | Igor Arrieta     | UAE Team Emirates          | 15 point         |                  |
| 6.               | Oscar Onley      | Team dsm-firmenich PostNL  | 14 point         |                  |
| 7.               | Marc Soler       | UAE Team Emirates          | 14 point         |                  |
| 8.               | Esteban Chaves   | EF Education-EasyPost      | 12 point         |                  |
| 9.               | Alan Jousseaume  | TotalEnergies              | 11 point         |                  |
| 10.              | Eric Fagúndez    | Burgos-BH                  | 11 point         |                  |

### Ungdomskonkurrencen
| Ungdomskonkurrence | Ungdomskonkurrence     | Ungdomskonkurrence         | Ungdomskonkurrence | Ungdomskonkurrence |
| Rytter             | Rytter                 | Hold                       | Tid                |                    |
| ------------------ | ---------------------- | -------------------------- | ------------------ | ------------------ |
| 1.                 | Juan Ayuso             | UAE Team Emirates          | 15t 56' 50"        |                    |
| 2.                 | Isaac Del Toro         | UAE Team Emirates          | + 2' 15"           |                    |
| 3.                 | Oscar Onley            | Team dsm-firmenich PostNL  | + 4' 48"           |                    |
| 4.                 | William Junior Lecerf  | Soudal Quick-Step          | + 6' 31"           |                    |
| 5.                 | Romain Grégoire        | Groupama-FDJ               | + 9' 39"           |                    |
| 6.                 | Gianmarco Garofoli     | Astana Qazaqstan Team      | + 12' 42"          |                    |
| 7.                 | Johannes Staune-Mittet | Team Visma \| Lease a Bike | + 13' 52"          |                    |
| 8.                 | Igor Arrieta           | UAE Team Emirates          | + 17' 14"          |                    |
| 9.                 | Alexy Faure Prost      | Intermarché-Wanty          | + 25' 04"          |                    |
| 10.                | Iker Mintegi           | Euskaltel-Euskadi          | + 28' 11"          |                    |

### Holdkonkurrencen
| Holdkonkurrence | Holdkonkurrence            | Holdkonkurrence | Holdkonkurrence |
| Hold            | Hold                       | Tid             |                 |
| --------------- | -------------------------- | --------------- | --------------- |
| 1.              | UAE Team Emirates          | 47t 53' 27"     |                 |
| 2.              | Bahrain Victorious         | + 8' 30"        |                 |
| 3.              | Ineos Grenadiers           | + 8' 36"        |                 |
| 4.              | EF Education-EasyPost      | + 9' 43"        |                 |
| 5.              | Bora-Hansgrohe             | + 9' 53"        |                 |
| 6.              | Lidl-Trek                  | + 9' 56"        |                 |
| 7.              | Movistar Team              | + 13' 49"       |                 |
| 8.              | Team Visma \| Lease a Bike | + 17' 02"       |                 |
| 9.              | Decathlon-AG2R La Mondiale | + 17' 59"       |                 |
| 10.             | Team dsm-firmenich PostNL  | + 18' 48"       |                 |

## Hold og ryttere
| UCI WorldTeams (18)- Alpecin-Deceuninck - Arkéa-B&B Hotels - Astana Qazaqstan Team - Bahrain Victorious - Bora-Hansgrohe - Cofidis - Decathlon-AG2R La Mondiale - EF Education-EasyPost - Groupama-FDJ - Ineos Grenadiers - Intermarché-Wanty - Lidl-Trek - Movistar Team - Soudal Quick-Step - Team dsm-firmenich PostNL - Team Jayco AlUla - Team Visma \| Lease a Bike - UAE Team Emirates UCI ProTeams (6)- Burgos-BH - Caja Rural-Seguros RGA - Equipo Kern Pharma - Euskaltel-Euskadi - Q36.5 Pro Cycling Team - TotalEnergies |
| |

### Danske ryttere
| Danske ryttere på startlisten |                         |                            |           |
| Rygnummer                     | Rytter                  | Hold                       | Placering |
| 1                             | Jonas Vingegaard        | Team Visma \| Lease a Bike | DNF-4     |
| 66                            | Christopher Juul-Jensen | Team Jayco AlUla           | 78        |
| 71                            | Mattias Skjelmose       | Lidl-Trek                  | 3         |
| 115                           | Johan Price-Pejtersen   | Bahrain Victorious         | DNF-5     |

* DNF = gennemførte ikke

### Startliste
| Team Visma \| Lease a Bike TVL | Team Visma \| Lease a Bike TVL | Team Visma \| Lease a Bike TVL |
| ------------------------------ | ------------------------------ | ------------------------------ |
| Nr.                            | Rytter                         | Placering                      |
| 1                              | Jonas Vingegaard (DEN)         | DNF-4                          |
| 2                              | Steven Kruijswijk (NED)        | 58.                            |
| 3                              | Sepp Kuss (USA)                | 41.                            |
| 4                              | Loe van Belle (NED)            | DNS-6                          |
| 5                              | Johannes Staune-Mittet (NOR)   | 53.                            |
| 6                              | Ben Tulett (GBR)               | DNS-3                          |
| 7                              | Milan Vader (NED)              | 72.                            |

| Soudal Quick-Step SOQ | Soudal Quick-Step SOQ                           | Soudal Quick-Step SOQ |
| --------------------- | ----------------------------------------------- | --------------------- |
| Nr.                   | Rytter                                          | Placering             |
| 11                    | Remco Evenepoel (BEL) (landevej og enkeltstart) | DNF-4                 |
| 12                    | Gil Gelders (BEL)                               | DNF-5                 |
| 13                    | James Knox (GBR)                                | DNF-6                 |
| 14                    | Mikel Landa (ESP)                               | DNF-5                 |
| 15                    | William Junior Lecerf (BEL)                     | 25.                   |
| 16                    | Pieter Serry (BEL)                              | DNF-6                 |
| 17                    | Louis Vervaeke (BEL)                            | DNF-6                 |

| Movistar Team MOV | Movistar Team MOV                  | Movistar Team MOV |
| ----------------- | ---------------------------------- | ----------------- |
| Nr.               | Rytter                             | Placering         |
| 21                | Alex Aranburu (ESP)                | 15.               |
| 22                | Jon Barrenetxea (ESP)              | 67.               |
| 23                | Davide Formolo (ITA)               | 45.               |
| 24                | Pelayo Sánchez (ESP)               | DNF-5             |
| 25                | Gregor Mühlberger (AUT) (landevej) | 54.               |
| 26                | Nelson Oliveira (POR)              | 34.               |
| 27                | Gonzalo Serrano (ESP)              | DNF-5             |

| Bora-Hansgrohe BOH | Bora-Hansgrohe BOH                | Bora-Hansgrohe BOH |
| ------------------ | --------------------------------- | ------------------ |
| Nr.                | Rytter                            | Placering          |
| 31                 | Primož Roglič (SLO)               | DNF-4              |
| 32                 | Roger Adrià (ESP)                 | DNF-6              |
| 33                 | Emanuel Buchmann (GER) (landevej) | 32.                |
| 34                 | Jai Hindley (AUS)                 | 12.                |
| 35                 | Bob Jungels (LUX)                 | 91.                |
| 36                 | Maximilian Schachmann (GER)       | 13.                |
| 37                 | Matteo Sobrero (ITA)              | DNF-6              |

| EF Education-EasyPost EFE | EF Education-EasyPost EFE        | EF Education-EasyPost EFE |
| ------------------------- | -------------------------------- | ------------------------- |
| Nr.                       | Rytter                           | Placering                 |
| 41                        | Rigoberto Urán (COL)             | 21.                       |
| 42                        | Jefferson Alexander Cepeda (ECU) | 44.                       |
| 43                        | Esteban Chaves (COL)             | 16.                       |
| 44                        | Sean Quinn (USA)                 | DNF-4                     |
| 45                        | Archie Ryan (IRL)                | 39.                       |
| 46                        | James Shaw (GBR)                 | 50.                       |
| 47                        | Markel Beloki (ESP)              | 89.                       |

| Arkéa-B&B Hotels ARK | Arkéa-B&B Hotels ARK      | Arkéa-B&B Hotels ARK |
| -------------------- | ------------------------- | -------------------- |
| Nr.                  | Rytter                    | Placering            |
| 51                   | Clément Champoussin (FRA) | 57.                  |
| 52                   | Élie Gesbert (FRA)        | DNF-4                |
| 53                   | Alessandro Verre (ITA)    | 79.                  |
| 54                   | Anthony Delaplace (FRA)   | 69.                  |
| 55                   | Laurens Huys (BEL)        | 106.                 |
| 56                   | Łukasz Owsian (POL)       | DNS-4                |
| 57                   | Kévin Vauquelin (FRA)     | 8.                   |

| Team Jayco AlUla JAY | Team Jayco AlUla JAY          | Team Jayco AlUla JAY |
| -------------------- | ----------------------------- | -------------------- |
| Nr.                  | Rytter                        | Placering            |
| 61                   | Lucas Hamilton (AUS)          | 33.                  |
| 62                   | Davide De Pretto (ITA)        | DNS-6                |
| 63                   | Eddie Dunbar (IRL)            | 35.                  |
| 64                   | Felix Engelhardt (GER)        | DNF-6                |
| 65                   | Rudy Porter (AUS)             | 51.                  |
| 66                   | Christopher Juul-Jensen (DEN) | 78.                  |
| 67                   | Mauro Schmid (SUI)            | DNF-6                |

| Lidl-Trek LTK | Lidl-Trek LTK                      | Lidl-Trek LTK |
| ------------- | ---------------------------------- | ------------- |
| Nr.           | Rytter                             | Placering     |
| 71            | Mattias Skjelmose (DEN) (landevej) | 3.            |
| 72            | Andrea Bagioli (ITA)               | DNF-6         |
| 73            | Julien Bernard (FRA)               | DNF-6         |
| 74            | Fabio Felline (ITA)                | DNF-6         |
| 75            | Tao Geoghegan Hart (GBR)           | 43.           |
| 76            | Bauke Mollema (NED)                | 27.           |
| 77            | Natnael Tesfatsion (ERI)           | DNF-4         |

| Groupama-FDJ GFC | Groupama-FDJ GFC      | Groupama-FDJ GFC |
| ---------------- | --------------------- | ---------------- |
| Nr.              | Rytter                | Placering        |
| 81               | David Gaudu (FRA)     | DNS-3            |
| 82               | Lorenzo Germani (ITA) | 101.             |
| 83               | Romain Grégoire (FRA) | 38.              |
| 84               | Quentin Pacher (FRA)  | 23.              |
| 85               | Rémy Rochas (FRA)     | 70.              |
| 86               | Clément Russo (FRA)   | DNF-6            |
| 87               | Reuben Thompson (NZL) | 88.              |

| Cofidis COF | Cofidis COF           | Cofidis COF |
| ----------- | --------------------- | ----------- |
| Nr.         | Rytter                | Placering   |
| 91          | Jon Izagirre (ESP)    | 9.          |
| 92          | Thomas Champion (FRA) | 93.         |
| 93          | Simon Geschke (GER)   | 22.         |
| 94          | Gorka Izagirre (ESP)  | DNF-6       |
| 95          | Jonathan Lastra (ESP) | DNF-4       |
| 96          | Stefano Oldani (ITA)  | DNS-4       |
| 97          | Harrison Wood (GBR)   | 87.         |

| UAE Team Emirates UAD | UAE Team Emirates UAD               | UAE Team Emirates UAD |
| --------------------- | ----------------------------------- | --------------------- |
| Nr.                   | Rytter                              | Placering             |
| 101                   | Juan Ayuso (ESP)                    | 1.                    |
| 102                   | Igor Arrieta (ESP)                  | 61.                   |
| 103                   | Sjoerd Bax (NED)                    | 81.                   |
| 104                   | Isaac Del Toro (MEX)                | 7.                    |
| 105                   | Brandon McNulty (USA) (enkeltstart) | 5.                    |
| 106                   | Marc Soler (ESP)                    | 4.                    |
| 107                   | Jay Vine (AUS)                      | DNF-4                 |

| Bahrain Victorious TBV | Bahrain Victorious TBV      | Bahrain Victorious TBV |
| ---------------------- | --------------------------- | ---------------------- |
| Nr.                    | Rytter                      | Placering              |
| 111                    | Pello Bilbao (ESP)          | 6.                     |
| 112                    | Yukiya Arashiro (JPN)       | DNF-6                  |
| 113                    | Nikias Arndt (GER)          | DNF-6                  |
| 114                    | Santiago Buitrago (COL)     | 11.                    |
| 115                    | Johan Price-Pejtersen (DEN) | DNF-5                  |
| 116                    | Jasha Sütterlin (GER)       | 94.                    |
| 117                    | Edoardo Zambanini (ITA)     | 30.                    |

| Intermarché-Wanty IWA | Intermarché-Wanty IWA             | Intermarché-Wanty IWA |
| --------------------- | --------------------------------- | --------------------- |
| Nr.                   | Rytter                            | Placering             |
| 121                   | Louis Meintjes (RSA)              | 40.                   |
| 122                   | Vito Braet (BEL)                  | DNS-6                 |
| 123                   | Alexy Faure Prost (FRA)           | 77.                   |
| 124                   | Tom Paquot (BEL)                  | DNF-6                 |
| 125                   | Kevin Colleoni (ITA)              | 64.                   |
| 126                   | Lorenzo Rota (ITA)                | DNF-6                 |
| 127                   | Rein Taaramäe (EST) (enkeltstart) | 73.                   |

| Astana Qazaqstan Team AST | Astana Qazaqstan Team AST         | Astana Qazaqstan Team AST |
| ------------------------- | --------------------------------- | ------------------------- |
| Nr.                       | Rytter                            | Placering                 |
| 131                       | Samuele Battistella (ITA)         | DNF-6                     |
| 132                       | Gleb Brussenskij (KAZ) (landevej) | DNF-2                     |
| 133                       | Igor Tjzhan (KAZ)                 | DNF-6                     |
| 134                       | Gianmarco Garofoli (ITA)          | 47.                       |
| 135                       | Harold Martín López (ECU)         | 74.                       |
| 136                       | Ide Schelling (NED)               | DNS-4                     |
| 137                       | Anton Kuzmin (KAZ)                | DNF-6                     |

| TotalEnergies TEN | TotalEnergies TEN        | TotalEnergies TEN |
| ----------------- | ------------------------ | ----------------- |
| Nr.               | Rytter                   | Placering         |
| 141               | Mathieu Burgaudeau (FRA) | 100.              |
| 142               | Steff Cras (BEL)         | DNF-4             |
| 143               | Fabien Doubey (FRA)      | 80.               |
| 144               | Jordan Jegat (FRA)       | 17.               |
| 145               | Alan Jousseaume (FRA)    | 90.               |
| 146               | Fabien Grellier (FRA)    | 103.              |
| 147               | Alexis Vuillermoz (FRA)  | 75.               |

| Team dsm-firmenich PostNL DFP | Team dsm-firmenich PostNL DFP  | Team dsm-firmenich PostNL DFP |
| ----------------------------- | ------------------------------ | ----------------------------- |
| Nr.                           | Rytter                         | Placering                     |
| 151                           | Warren Barguil (FRA)           | 48.                           |
| 152                           | Romain Combaud (FRA)           | 95.                           |
| 153                           | Gijs Leemreize (NED)           | 31.                           |
| 154                           | Enzo Leijnse (NED)             | 109.                          |
| 155                           | Oscar Onley (GBR)              | 19.                           |
| 156                           | Martijn Tusveld (NED)          | 68.                           |
| 157                           | Emīls Liepiņš (LAT) (landevej) | DNS-5                         |

| Ineos Grenadiers IGD | Ineos Grenadiers IGD                     | Ineos Grenadiers IGD |
| -------------------- | ---------------------------------------- | -------------------- |
| Nr.                  | Rytter                                   | Placering            |
| 161                  | Carlos Rodríguez (ESP)                   | 2.                   |
| 162                  | Jonathan Castroviejo (ESP) (enkeltstart) | 55.                  |
| 163                  | Omar Fraile (ESP)                        | DNF-4                |
| 164                  | Ethan Hayter (GBR)                       | 18.                  |
| 165                  | Michał Kwiatkowski (POL) (enkeltstart)   | DNF-6                |
| 166                  | Tom Pidcock (GBR)                        | DNS-1                |
| 167                  | Brandon Rivera (COL)                     | 26.                  |

| Euskaltel-Euskadi EUS | Euskaltel-Euskadi EUS    | Euskaltel-Euskadi EUS |
| --------------------- | ------------------------ | --------------------- |
| Nr.                   | Rytter                   | Placering             |
| 171                   | Gotzon Martín (ESP)      | 84.                   |
| 172                   | Iker Mintegi (ESP)       | 83.                   |
| 173                   | Víctor de la Parte (ESP) | 24.                   |
| 174                   | Xabier Berasategi (ESP)  | 76.                   |
| 175                   | Txomin Juaristi (ESP)    | 62.                   |
| 176                   | James Fouché (NZL)       | 107.                  |
| 177                   | Enekoitz Azparren (ESP)  | 85.                   |

| Decathlon-AG2R La Mondiale DAT | Decathlon-AG2R La Mondiale DAT | Decathlon-AG2R La Mondiale DAT |
| ------------------------------ | ------------------------------ | ------------------------------ |
| Nr.                            | Rytter                         | Placering                      |
| 181                            | Felix Gall (AUT)               | DNF-6                          |
| 182                            | Bruno Armirail (FRA)           | 20.                            |
| 183                            | Alex Baudin (FRA)              | 10.                            |
| 184                            | Jaakko Hänninen (FIN)          | 82.                            |
| 185                            | Valentin Retailleau (FRA)      | DNF-6                          |
| 186                            | Paul Lapeira (FRA)             | DNF-6                          |
| 187                            | Nans Peters (FRA)              | 86.                            |

| Equipo Kern Pharma EKP | Equipo Kern Pharma EKP | Equipo Kern Pharma EKP |
| ---------------------- | ---------------------- | ---------------------- |
| Nr.                    | Rytter                 | Placering              |
| 191                    | Unai Iribar (ESP)      | 71.                    |
| 192                    | Pablo Castrillo (ESP)  | DNF-6                  |
| 193                    | Iván Cobo (ESP)        | 108.                   |
| 194                    | Jon Agirre (ESP)       | DNF-6                  |
| 195                    | Mikel Retegi (ESP)     | 104.                   |
| 196                    | Pau Miquel (ESP)       | DNF-4                  |
| 197                    | Ibon Ruiz (ESP)        | 29.                    |

| Alpecin-Deceuninck ADC | Alpecin-Deceuninck ADC | Alpecin-Deceuninck ADC |
| ---------------------- | ---------------------- | ---------------------- |
| Nr.                    | Rytter                 | Placering              |
| 201                    | Nicola Conci (ITA)     | 46.                    |
| 202                    | Quinten Hermans (BEL)  | DNS-6                  |
| 203                    | Jimmy Janssens (BEL)   | 63.                    |
| 204                    | Juri Hollmann (GER)    | DNS-6                  |
| 205                    | Jason Osborne (GER)    | 56.                    |
| 206                    | Stan Van Tricht (BEL)  | 102.                   |
| 207                    | Luca Vergallito (ITA)  | 28.                    |

| Caja Rural-Seguros RGA CJR | Caja Rural-Seguros RGA CJR                   | Caja Rural-Seguros RGA CJR |
| -------------------------- | -------------------------------------------- | -------------------------- |
| Nr.                        | Rytter                                       | Placering                  |
| 211                        | Orluis Aular (VEN) (landevej og enkeltstart) | 42.                        |
| 212                        | Sebastian Berwick (AUS)                      | DNS-5                      |
| 213                        | Joseba López (ESP)                           | 99.                        |
| 214                        | Joel Nicolau (ESP)                           | 49.                        |
| 215                        | Eduard Prades (ESP)                          | DNF-6                      |
| 216                        | Thomas Silva (URU)                           | DNS-6                      |
| 217                        | Gorka Sorarrain (ESP)                        | 98.                        |

| Burgos-BH BBH | Burgos-BH BBH               | Burgos-BH BBH |
| ------------- | --------------------------- | ------------- |
| Nr.           | Rytter                      | Placering     |
| 221           | José Manuel Díaz (ESP)      | 36.           |
| 222           | Victor Langellotti (MON)    | 14.           |
| 223           | Karel Vacek (CZE)           | DNF-6         |
| 224           | Jesús Ezquerra (ESP)        | 66.           |
| 225           | Aaron Gate (NZL) (landevej) | 92.           |
| 226           | Eric Fagúndez (URU)         | 52.           |
| 227           | Jetse Bol (NED)             | 96.           |

| Q36.5 Pro Cycling Team Q36 | Q36.5 Pro Cycling Team Q36 | Q36.5 Pro Cycling Team Q36 |
| -------------------------- | -------------------------- | -------------------------- |
| Nr.                        | Rytter                     | Placering                  |
| 231                        | Xabier Azparren (ESP)      | 105.                       |
| 232                        | Matteo Badilatti (SUI)     | DNF-6                      |
| 233                        | Filippo Conca (ITA)        | 97.                        |
| 234                        | David de la Cruz (ESP)     | 60.                        |
| 235                        | Mark Donovan (GBR)         | 37.                        |
| 236                        | Carl Fredrik Hagen (NOR)   | 65.                        |
| 237                        | Damien Howson (AUS)        | 59.                        |

| Team Visma \| Lease a Bike TVL | Team Visma \| Lease a Bike TVL | Team Visma \| Lease a Bike TVL |
| ------------------------------ | ------------------------------ | ------------------------------ |
| Nr.                            | Rytter                         | Placering                      |
| 1                              | Jonas Vingegaard (DEN)         | DNF-4                          |
| 2                              | Steven Kruijswijk (NED)        | 58.                            |
| 3                              | Sepp Kuss (USA)                | 41.                            |
| 4                              | Loe van Belle (NED)            | DNS-6                          |
| 5                              | Johannes Staune-Mittet (NOR)   | 53.                            |
| 6                              | Ben Tulett (GBR)               | DNS-3                          |
| 7                              | Milan Vader (NED)              | 72.                            |

| Soudal Quick-Step SOQ | Soudal Quick-Step SOQ                           | Soudal Quick-Step SOQ |
| --------------------- | ----------------------------------------------- | --------------------- |
| Nr.                   | Rytter                                          | Placering             |
| 11                    | Remco Evenepoel (BEL) (landevej og enkeltstart) | DNF-4                 |
| 12                    | Gil Gelders (BEL)                               | DNF-5                 |
| 13                    | James Knox (GBR)                                | DNF-6                 |
| 14                    | Mikel Landa (ESP)                               | DNF-5                 |
| 15                    | William Junior Lecerf (BEL)                     | 25.                   |
| 16                    | Pieter Serry (BEL)                              | DNF-6                 |
| 17                    | Louis Vervaeke (BEL)                            | DNF-6                 |

| Movistar Team MOV | Movistar Team MOV                  | Movistar Team MOV |
| ----------------- | ---------------------------------- | ----------------- |
| Nr.               | Rytter                             | Placering         |
| 21                | Alex Aranburu (ESP)                | 15.               |
| 22                | Jon Barrenetxea (ESP)              | 67.               |
| 23                | Davide Formolo (ITA)               | 45.               |
| 24                | Pelayo Sánchez (ESP)               | DNF-5             |
| 25                | Gregor Mühlberger (AUT) (landevej) | 54.               |
| 26                | Nelson Oliveira (POR)              | 34.               |
| 27                | Gonzalo Serrano (ESP)              | DNF-5             |

| Bora-Hansgrohe BOH | Bora-Hansgrohe BOH                | Bora-Hansgrohe BOH |
| ------------------ | --------------------------------- | ------------------ |
| Nr.                | Rytter                            | Placering          |
| 31                 | Primož Roglič (SLO)               | DNF-4              |
| 32                 | Roger Adrià (ESP)                 | DNF-6              |
| 33                 | Emanuel Buchmann (GER) (landevej) | 32.                |
| 34                 | Jai Hindley (AUS)                 | 12.                |
| 35                 | Bob Jungels (LUX)                 | 91.                |
| 36                 | Maximilian Schachmann (GER)       | 13.                |
| 37                 | Matteo Sobrero (ITA)              | DNF-6              |

| EF Education-EasyPost EFE | EF Education-EasyPost EFE        | EF Education-EasyPost EFE |
| ------------------------- | -------------------------------- | ------------------------- |
| Nr.                       | Rytter                           | Placering                 |
| 41                        | Rigoberto Urán (COL)             | 21.                       |
| 42                        | Jefferson Alexander Cepeda (ECU) | 44.                       |
| 43                        | Esteban Chaves (COL)             | 16.                       |
| 44                        | Sean Quinn (USA)                 | DNF-4                     |
| 45                        | Archie Ryan (IRL)                | 39.                       |
| 46                        | James Shaw (GBR)                 | 50.                       |
| 47                        | Markel Beloki (ESP)              | 89.                       |

| Arkéa-B&B Hotels ARK | Arkéa-B&B Hotels ARK      | Arkéa-B&B Hotels ARK |
| -------------------- | ------------------------- | -------------------- |
| Nr.                  | Rytter                    | Placering            |
| 51                   | Clément Champoussin (FRA) | 57.                  |
| 52                   | Élie Gesbert (FRA)        | DNF-4                |
| 53                   | Alessandro Verre (ITA)    | 79.                  |
| 54                   | Anthony Delaplace (FRA)   | 69.                  |
| 55                   | Laurens Huys (BEL)        | 106.                 |
| 56                   | Łukasz Owsian (POL)       | DNS-4                |
| 57                   | Kévin Vauquelin (FRA)     | 8.                   |

| Team Jayco AlUla JAY | Team Jayco AlUla JAY          | Team Jayco AlUla JAY |
| -------------------- | ----------------------------- | -------------------- |
| Nr.                  | Rytter                        | Placering            |
| 61                   | Lucas Hamilton (AUS)          | 33.                  |
| 62                   | Davide De Pretto (ITA)        | DNS-6                |
| 63                   | Eddie Dunbar (IRL)            | 35.                  |
| 64                   | Felix Engelhardt (GER)        | DNF-6                |
| 65                   | Rudy Porter (AUS)             | 51.                  |
| 66                   | Christopher Juul-Jensen (DEN) | 78.                  |
| 67                   | Mauro Schmid (SUI)            | DNF-6                |

| Lidl-Trek LTK | Lidl-Trek LTK                      | Lidl-Trek LTK |
| ------------- | ---------------------------------- | ------------- |
| Nr.           | Rytter                             | Placering     |
| 71            | Mattias Skjelmose (DEN) (landevej) | 3.            |
| 72            | Andrea Bagioli (ITA)               | DNF-6         |
| 73            | Julien Bernard (FRA)               | DNF-6         |
| 74            | Fabio Felline (ITA)                | DNF-6         |
| 75            | Tao Geoghegan Hart (GBR)           | 43.           |
| 76            | Bauke Mollema (NED)                | 27.           |
| 77            | Natnael Tesfatsion (ERI)           | DNF-4         |

| Groupama-FDJ GFC | Groupama-FDJ GFC      | Groupama-FDJ GFC |
| ---------------- | --------------------- | ---------------- |
| Nr.              | Rytter                | Placering        |
| 81               | David Gaudu (FRA)     | DNS-3            |
| 82               | Lorenzo Germani (ITA) | 101.             |
| 83               | Romain Grégoire (FRA) | 38.              |
| 84               | Quentin Pacher (FRA)  | 23.              |
| 85               | Rémy Rochas (FRA)     | 70.              |
| 86               | Clément Russo (FRA)   | DNF-6            |
| 87               | Reuben Thompson (NZL) | 88.              |

| Cofidis COF | Cofidis COF           | Cofidis COF |
| ----------- | --------------------- | ----------- |
| Nr.         | Rytter                | Placering   |
| 91          | Jon Izagirre (ESP)    | 9.          |
| 92          | Thomas Champion (FRA) | 93.         |
| 93          | Simon Geschke (GER)   | 22.         |
| 94          | Gorka Izagirre (ESP)  | DNF-6       |
| 95          | Jonathan Lastra (ESP) | DNF-4       |
| 96          | Stefano Oldani (ITA)  | DNS-4       |
| 97          | Harrison Wood (GBR)   | 87.         |

| UAE Team Emirates UAD | UAE Team Emirates UAD               | UAE Team Emirates UAD |
| --------------------- | ----------------------------------- | --------------------- |
| Nr.                   | Rytter                              | Placering             |
| 101                   | Juan Ayuso (ESP)                    | 1.                    |
| 102                   | Igor Arrieta (ESP)                  | 61.                   |
| 103                   | Sjoerd Bax (NED)                    | 81.                   |
| 104                   | Isaac Del Toro (MEX)                | 7.                    |
| 105                   | Brandon McNulty (USA) (enkeltstart) | 5.                    |
| 106                   | Marc Soler (ESP)                    | 4.                    |
| 107                   | Jay Vine (AUS)                      | DNF-4                 |

| Bahrain Victorious TBV | Bahrain Victorious TBV      | Bahrain Victorious TBV |
| ---------------------- | --------------------------- | ---------------------- |
| Nr.                    | Rytter                      | Placering              |
| 111                    | Pello Bilbao (ESP)          | 6.                     |
| 112                    | Yukiya Arashiro (JPN)       | DNF-6                  |
| 113                    | Nikias Arndt (GER)          | DNF-6                  |
| 114                    | Santiago Buitrago (COL)     | 11.                    |
| 115                    | Johan Price-Pejtersen (DEN) | DNF-5                  |
| 116                    | Jasha Sütterlin (GER)       | 94.                    |
| 117                    | Edoardo Zambanini (ITA)     | 30.                    |

| Intermarché-Wanty IWA | Intermarché-Wanty IWA             | Intermarché-Wanty IWA |
| --------------------- | --------------------------------- | --------------------- |
| Nr.                   | Rytter                            | Placering             |
| 121                   | Louis Meintjes (RSA)              | 40.                   |
| 122                   | Vito Braet (BEL)                  | DNS-6                 |
| 123                   | Alexy Faure Prost (FRA)           | 77.                   |
| 124                   | Tom Paquot (BEL)                  | DNF-6                 |
| 125                   | Kevin Colleoni (ITA)              | 64.                   |
| 126                   | Lorenzo Rota (ITA)                | DNF-6                 |
| 127                   | Rein Taaramäe (EST) (enkeltstart) | 73.                   |

| Astana Qazaqstan Team AST | Astana Qazaqstan Team AST         | Astana Qazaqstan Team AST |
| ------------------------- | --------------------------------- | ------------------------- |
| Nr.                       | Rytter                            | Placering                 |
| 131                       | Samuele Battistella (ITA)         | DNF-6                     |
| 132                       | Gleb Brussenskij (KAZ) (landevej) | DNF-2                     |
| 133                       | Igor Tjzhan (KAZ)                 | DNF-6                     |
| 134                       | Gianmarco Garofoli (ITA)          | 47.                       |
| 135                       | Harold Martín López (ECU)         | 74.                       |
| 136                       | Ide Schelling (NED)               | DNS-4                     |
| 137                       | Anton Kuzmin (KAZ)                | DNF-6                     |

| TotalEnergies TEN | TotalEnergies TEN        | TotalEnergies TEN |
| ----------------- | ------------------------ | ----------------- |
| Nr.               | Rytter                   | Placering         |
| 141               | Mathieu Burgaudeau (FRA) | 100.              |
| 142               | Steff Cras (BEL)         | DNF-4             |
| 143               | Fabien Doubey (FRA)      | 80.               |
| 144               | Jordan Jegat (FRA)       | 17.               |
| 145               | Alan Jousseaume (FRA)    | 90.               |
| 146               | Fabien Grellier (FRA)    | 103.              |
| 147               | Alexis Vuillermoz (FRA)  | 75.               |

| Team dsm-firmenich PostNL DFP | Team dsm-firmenich PostNL DFP  | Team dsm-firmenich PostNL DFP |
| ----------------------------- | ------------------------------ | ----------------------------- |
| Nr.                           | Rytter                         | Placering                     |
| 151                           | Warren Barguil (FRA)           | 48.                           |
| 152                           | Romain Combaud (FRA)           | 95.                           |
| 153                           | Gijs Leemreize (NED)           | 31.                           |
| 154                           | Enzo Leijnse (NED)             | 109.                          |
| 155                           | Oscar Onley (GBR)              | 19.                           |
| 156                           | Martijn Tusveld (NED)          | 68.                           |
| 157                           | Emīls Liepiņš (LAT) (landevej) | DNS-5                         |

| Ineos Grenadiers IGD | Ineos Grenadiers IGD                     | Ineos Grenadiers IGD |
| -------------------- | ---------------------------------------- | -------------------- |
| Nr.                  | Rytter                                   | Placering            |
| 161                  | Carlos Rodríguez (ESP)                   | 2.                   |
| 162                  | Jonathan Castroviejo (ESP) (enkeltstart) | 55.                  |
| 163                  | Omar Fraile (ESP)                        | DNF-4                |
| 164                  | Ethan Hayter (GBR)                       | 18.                  |
| 165                  | Michał Kwiatkowski (POL) (enkeltstart)   | DNF-6                |
| 166                  | Tom Pidcock (GBR)                        | DNS-1                |
| 167                  | Brandon Rivera (COL)                     | 26.                  |

| Euskaltel-Euskadi EUS | Euskaltel-Euskadi EUS    | Euskaltel-Euskadi EUS |
| --------------------- | ------------------------ | --------------------- |
| Nr.                   | Rytter                   | Placering             |
| 171                   | Gotzon Martín (ESP)      | 84.                   |
| 172                   | Iker Mintegi (ESP)       | 83.                   |
| 173                   | Víctor de la Parte (ESP) | 24.                   |
| 174                   | Xabier Berasategi (ESP)  | 76.                   |
| 175                   | Txomin Juaristi (ESP)    | 62.                   |
| 176                   | James Fouché (NZL)       | 107.                  |
| 177                   | Enekoitz Azparren (ESP)  | 85.                   |

| Decathlon-AG2R La Mondiale DAT | Decathlon-AG2R La Mondiale DAT | Decathlon-AG2R La Mondiale DAT |
| ------------------------------ | ------------------------------ | ------------------------------ |
| Nr.                            | Rytter                         | Placering                      |
| 181                            | Felix Gall (AUT)               | DNF-6                          |
| 182                            | Bruno Armirail (FRA)           | 20.                            |
| 183                            | Alex Baudin (FRA)              | 10.                            |
| 184                            | Jaakko Hänninen (FIN)          | 82.                            |
| 185                            | Valentin Retailleau (FRA)      | DNF-6                          |
| 186                            | Paul Lapeira (FRA)             | DNF-6                          |
| 187                            | Nans Peters (FRA)              | 86.                            |

| Equipo Kern Pharma EKP | Equipo Kern Pharma EKP | Equipo Kern Pharma EKP |
| ---------------------- | ---------------------- | ---------------------- |
| Nr.                    | Rytter                 | Placering              |
| 191                    | Unai Iribar (ESP)      | 71.                    |
| 192                    | Pablo Castrillo (ESP)  | DNF-6                  |
| 193                    | Iván Cobo (ESP)        | 108.                   |
| 194                    | Jon Agirre (ESP)       | DNF-6                  |
| 195                    | Mikel Retegi (ESP)     | 104.                   |
| 196                    | Pau Miquel (ESP)       | DNF-4                  |
| 197                    | Ibon Ruiz (ESP)        | 29.                    |

| Alpecin-Deceuninck ADC | Alpecin-Deceuninck ADC | Alpecin-Deceuninck ADC |
| ---------------------- | ---------------------- | ---------------------- |
| Nr.                    | Rytter                 | Placering              |
| 201                    | Nicola Conci (ITA)     | 46.                    |
| 202                    | Quinten Hermans (BEL)  | DNS-6                  |
| 203                    | Jimmy Janssens (BEL)   | 63.                    |
| 204                    | Juri Hollmann (GER)    | DNS-6                  |
| 205                    | Jason Osborne (GER)    | 56.                    |
| 206                    | Stan Van Tricht (BEL)  | 102.                   |
| 207                    | Luca Vergallito (ITA)  | 28.                    |

| Caja Rural-Seguros RGA CJR | Caja Rural-Seguros RGA CJR                   | Caja Rural-Seguros RGA CJR |
| -------------------------- | -------------------------------------------- | -------------------------- |
| Nr.                        | Rytter                                       | Placering                  |
| 211                        | Orluis Aular (VEN) (landevej og enkeltstart) | 42.                        |
| 212                        | Sebastian Berwick (AUS)                      | DNS-5                      |
| 213                        | Joseba López (ESP)                           | 99.                        |
| 214                        | Joel Nicolau (ESP)                           | 49.                        |
| 215                        | Eduard Prades (ESP)                          | DNF-6                      |
| 216                        | Thomas Silva (URU)                           | DNS-6                      |
| 217                        | Gorka Sorarrain (ESP)                        | 98.                        |

| Burgos-BH BBH | Burgos-BH BBH               | Burgos-BH BBH |
| ------------- | --------------------------- | ------------- |
| Nr.           | Rytter                      | Placering     |
| 221           | José Manuel Díaz (ESP)      | 36.           |
| 222           | Victor Langellotti (MON)    | 14.           |
| 223           | Karel Vacek (CZE)           | DNF-6         |
| 224           | Jesús Ezquerra (ESP)        | 66.           |
| 225           | Aaron Gate (NZL) (landevej) | 92.           |
| 226           | Eric Fagúndez (URU)         | 52.           |
| 227           | Jetse Bol (NED)             | 96.           |

| Q36.5 Pro Cycling Team Q36 | Q36.5 Pro Cycling Team Q36 | Q36.5 Pro Cycling Team Q36 |
| -------------------------- | -------------------------- | -------------------------- |
| Nr.                        | Rytter                     | Placering                  |
| 231                        | Xabier Azparren (ESP)      | 105.                       |
| 232                        | Matteo Badilatti (SUI)     | DNF-6                      |
| 233                        | Filippo Conca (ITA)        | 97.                        |
| 234                        | David de la Cruz (ESP)     | 60.                        |
| 235                        | Mark Donovan (GBR)         | 37.                        |
| 236                        | Carl Fredrik Hagen (NOR)   | 65.                        |
| 237                        | Damien Howson (AUS)        | 59.                        |